# Gla
|  | Per a l'antiga ciutat grega, vegeu Gla (Grècia). |

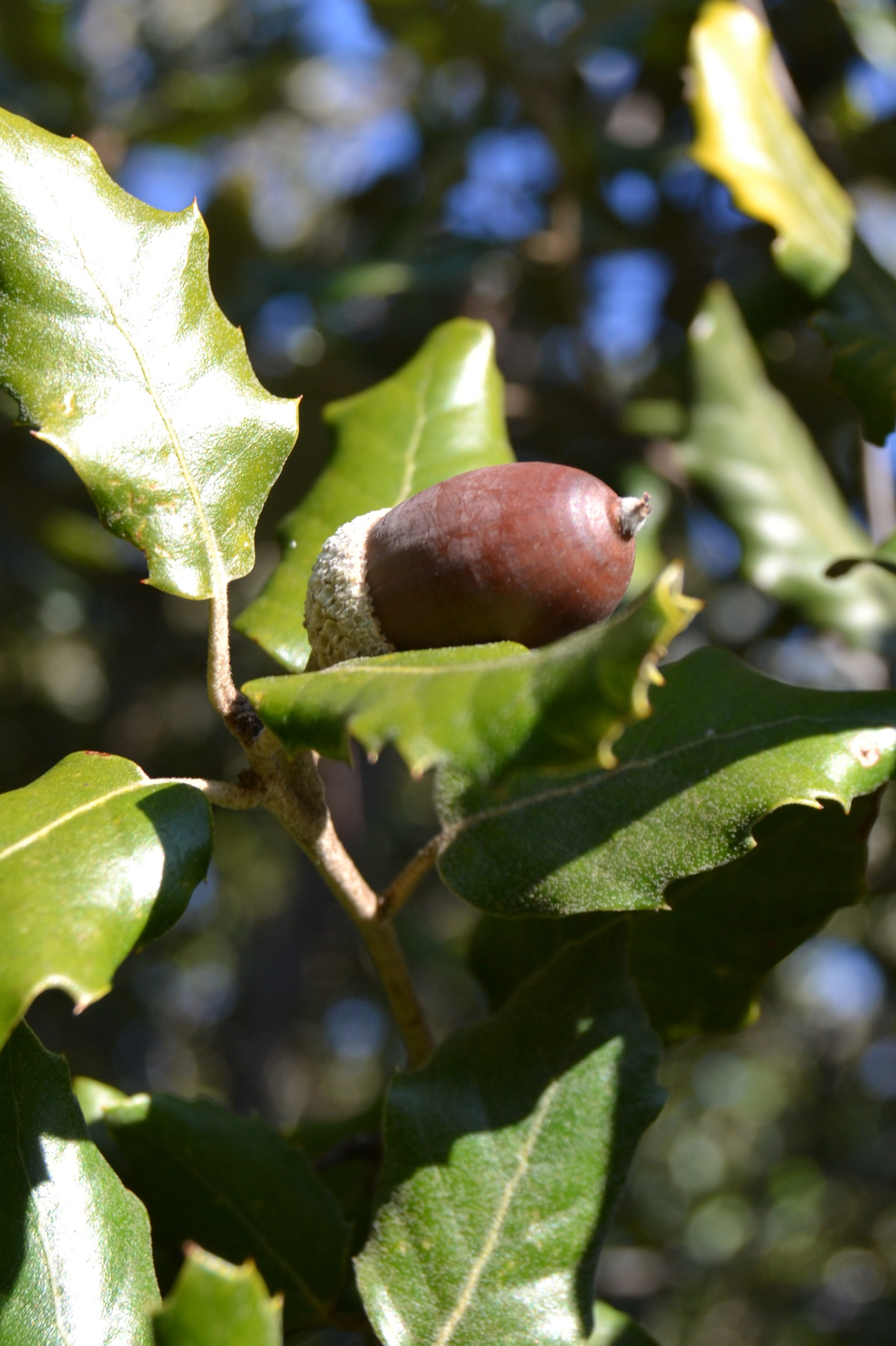
Una gla fotografiada a La Vall de Sant Aniol d'Aguja

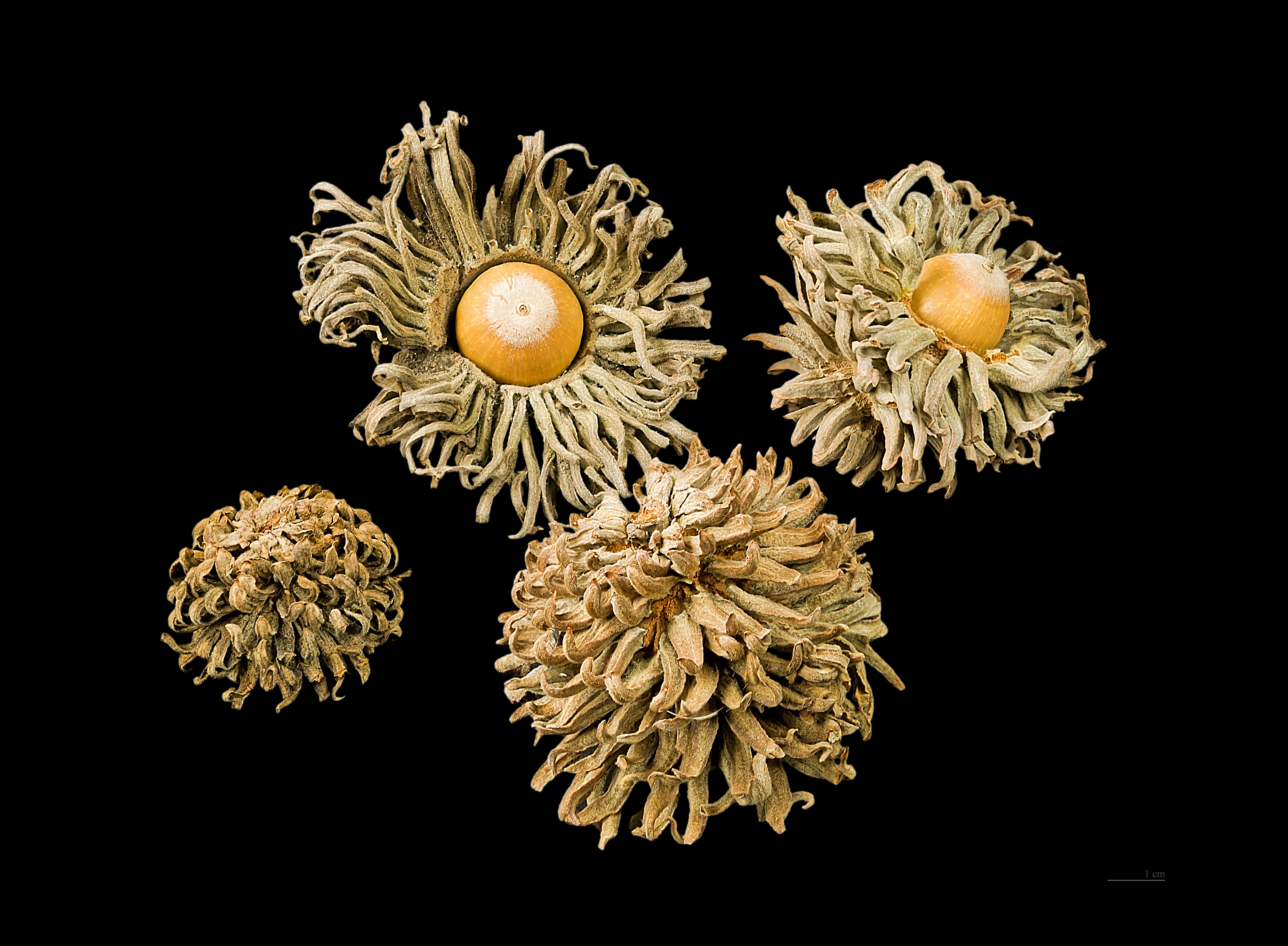
Glans de Quercus ithaburensis ssp. macrolepis

La gla (f.) —i, dialectalment, aglà (m. o f.) (del llatí glans id.) o bellota (f., de l'àrab ballūta)—, alzina, és una fruita seca característica de les plantes del gènere Quercus (família Fagaceae).
Dins d'aquest gènere hi ha espècies arbòries —com l'alzina, la carrasca, la surera i totes les espècies de roures— i mates com el garric, que fa les glans més grosses.
Les glans d'alzines i roures es destinaven ja a l'antiguitat a alimentar ramats de porcs, ovelles i cabres. A Espanya la devesa es manté a Extremadura i Andalusia. Les glans de la carrasca són més dolces que les d'alzina i es poden consumir crues o torrades
Segons Estrabó, els habitants d'Hispània feien una mena de pa de gla.
| « | Els muntanyencs, durant dos terços de l'any, s'alimenten de glans d'alzina, que deixen assecar, les molen i en fabriquen un pa que es conserva un temps. | » |